# حسين القصاب
حسين علي عبد الله القصاب (ولد في 15 مايو 2002 في المنامة، البحرين) لاعب كرة قدم بحريني دولي يجيد اللعب في مركز الوسط المدافع. يلعب حاليا لصالح الشباب البحريني منذ 2020.